# Jean-Baptiste Du Halde
Jean-Baptiste Du Halde o Duhalde (Parigi, 11 febbraio 1674 – Parigi, 18 agosto 1743) è stato uno storico, sinologo e gesuita francese.
Fu uno dei sinologi più influenti e autorevoli del XVIII secolo, autore della Description de l'empire de la Chine. Non conosceva il cinese né visitò mai la Cina.

## Biografia

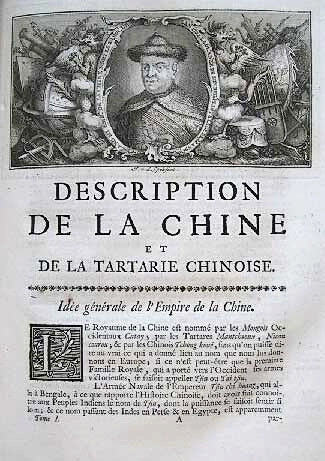
Pagina del titolo di Description de la Chine, 1736.

Entrò nella Compagnia di Gesù nel 1692, occupando il posto di professore in un collegio parigino. Nel periodo tra il 1711 e il 1743 curò le Lettres édifiantes et curieuses, écrites des Missions étrangères, par quelques missionnaires de la Compagnie de Jésus - raccolta in 34 volumi di testimonianze di missionari e studiosi gesuiti su lontani Paesi del mondo. Du Halde fu l'autore e il curatore dell'introduzione ai volumi IX-XXVI.

### Opere
L'opera di Du Halde, e in particolare la compilazione, sulla base di 27 opere, della raccolta in quattro volumi Description géographique, historique, chronologique, politique et physique de l'empire de la Chine et de la Tartarie chinoise (1736), esercitò un forte influsso sugli intellettuali illuministi. Le biografie e i trattati gesuiti, fino ad allora inediti, divennero argomento di molteplici discussioni sulla natura della monarchia folosofica, sul deismo, sulla religione naturale ecc. In quegli stessi anni Du Halde pubblicò per la prima volta le mappe della Corea e della Cina (in totale 42 mappe di diverse province), realizzate da Jean-Baptiste Régis (1665-1737) e Jean-Baptiste Bourguignon d'Anville (1697-1782).
La Description de l'empire de la Chine è la prima enciclopedia su tutti gli aspetti della vita della civiltà cinese, comprese l'organizzazione dello Stato, le biografie degli imperatori, l'agricoltura, il metodo di fabbricazione della  porcellana ecc. In quest'opera è presente per la prima volta la biografia di Vitus Bering. Ben presto l'enciclopedia venne tradotta in altre lingue europee (in inglese nel 1738, in tedesco nel 1741 e in russo nel 1786) e acquistò grande popolarità. Fonte di notizie sulla Cina dei secoli XVI-XVIII, conserva ancora oggi il proprio valore.
Alcune opere di Du Halde sono rimaste manoscritte, per esempio Le Sage chrétien o les Principes de la vraie sagesse, pour se conduire chrétiennement dans le monde paru. (1724).

## Opere
- Jean-Baptiste Du Halde, Description géographique, historique, chronologique, politique, et physique de l'empire de la Chine et de la Tartarie chinoise, enrichie des cartes générales et particulieres de ces pays, de la carte générale et des cartes particulieres du Thibet, & de la Corée; & ornée d'un grand nombre de figures & de vignettes gravées en tailledouce, Paris:J-B Mercier, 1735, quattro volumi. Testo integrale online su chineancienne.fr
- Seconda edizione, La Haye: H. Scheurleer, 1736, 4 volumi, più un volume di carte. Online su Internet Archive: 
  - (FR) Jean-Baptiste Du Halde, Description de l'empire de la Chine, vol. 1, La Haye, H. Scheurleer, 1736. URL consultato il 15 dicembre 2019.
  - (FR) Jean-Baptiste Du Halde, Description de l'empire de la Chine, vol. 2, La Haye, H. Scheurleer, 1736. URL consultato il 15 dicembre 2019.
  - (FR) Jean-Baptiste Du Halde, Description de l'empire de la Chine, vol. 3, La Haye, H. Scheurleer, 1736. URL consultato il 15 dicembre 2019.
  - (FR) Jean-Baptiste Du Halde, Description de l'empire de la Chine, vol. 4, La Haye, H. Scheurleer, 1736. URL consultato il 15 dicembre 2019.